# Michael Rady
Michael Rady (Filadelfia, 20 agosto 1981) è un attore statunitense.

## Biografia
Michael Rady ha frequentato la Saint Joseph's Preparatory School, una scuola gesuita di Philadelphia meglio conosciuta per il suo ottimo corso di teatro. 
Michael ha esordito nel film Quattro amiche e un paio di jeans interpretando il ruolo del greco Kostas Dounas, l'interesse amoroso del personaggio interpretato da Alexis Bledel nel film, ruolo poi ripreso nel sequel della suddetta pellicola. Rady è anche apparso nel film The Guardian al fianco di Ashton Kutcher.
Michael è inoltre apparso con ruoli ricorrenti nelle serie Sleeper Cell, Greek - La confraternita e Swingtown. A partire da settembre 2009, Rady ricopre il ruolo di Jonah Miller, uno dei protagonisti della serie Melrose Place.

### Vita privata
Il 22 maggio 2010 sposa l'attrice Rachael Kemery, il 12 luglio 2012 nasce suo figlio Ellington. Il 12 luglio 2014 nasce il secondogenito August. Nel febbraio del  2016  la coppia annuncia di aspettare il terzogenito, una bambina. Il 20 settembre 2016 nasce Olive June.

## Filmografia

### Cinema
- 4 amiche e un paio di jeans (The Sisterhood of the Traveling Pants), regia di Ken Kwapis (2005)
- The Guardian - Salvataggio in mare (The Guardian), regia di Andrew Davis (2006)
- 4 amiche e un paio di jeans 2 (The Sisterhood of the Traveling Pants 2), regia di Sanaa Hamri (2008)
- InSearchOf, regia di Zeke Zelker (2008)
- J. Edgar, regia di Clint Eastwood (2011)
- Random Encounters, regia di Boris Undorf (2013)
- The Occupants, regia di Todd Alcott (2014)

### Televisione
- Sleeper Cell - serie TV, 4 episodi (2006)
- CSI: NY - serie TV, episodio 4x04 (2007)
- E.R. - Medici in prima linea (ER) - serie TV, episodi 14x06 - 14x08 (2007)
- Swingtown – serie TV, 13 episodi (2008)
- Greek - La confraternita (Greek) - serie TV, 14 episodi (2008-2009)
- The Closer - serie TV, episodio 4x14 (2009)
- Grey's Anatomy – serie TV, episodio 5x17 (2009)
- Melrose Place – serie TV, 18 episodi (2009-2010)
- Medium - serie TV, episodio 6x20 (2010)
- Castle - serie TV, episodio 3x01 (2010)
- Happy Endings - serie TV, episodio 1x10 (2011)
- The Mentalist - serie TV, 9 episodi (2011-2012)
- House of Lies - serie TV, 4 episodi (2012)
- Emily Owens, M.D. – serie TV, 13 episodi (2012-2013)
- Intelligence – serie TV, 13 episodi (2014)
- Jane the Virgin - serie TV, 8 episodi (2014-2016)
- Stalker - serie TV, episodio 1x14 (2015)
- Chicago Med  - serie TV, 11 episodi (2015)
- Un amore a ciel sereno (Cloudy with a Chance of Love), regia di Bradford May (2015) - film TV
- Un amore di collega (It Had to Be You), regia di Bradford May (2015) - film TV
- Unreal - serie TV, 10 episodi (2015)
- Timeless - serie TV, 7 episodi (2016)
- La scelta di Jessica (Christmas in Homestead), regia di Steven R. Monroe - film TV (2016)
- Lucifer - serie TV, episodio 3x8 (2016)
- Un felice Natale (A Joyous Christmas), regia di Allan Harmon - film TV (2017)
- Atypical- serie TV, episodi 1x1, 1x2, 1x3 (2017)
- Natale a Pemberley Manor (Christmas at Pemberley Manor), regia di Colin Theys – film TV (2018)
- New Amsterdam - serie TV, episodio 3x11 (2018)
- Secret Santa, regia di Adam Marcus - film TV (2018)
- The Resident - serie TV, episodio 2x12 (2018)
- L'eredità di Sharon (Two Turtle Doves), regia di Lesley Demetriades - film TV (2019)
- Un cane per due (Love to the Rescue), regia di Steven R. Monroe - film TV (2019)
- The Christmas Bow, regia di Clare Niederpruem - film TV (2020)
- You're Bacon Me Crazy, regia di Allan Harmon - film TV (2020)
- Un buon proposito (A New Year's Resolution), regia di Lesley Demetriades - film TV (2021)
- The Equalizer - serie TV, episodio 1x1 (2021)

## Doppiatori italiani
Nelle versioni in italiano delle opere in cui ha recitato, Michael Rady è stato doppiato da:
- Daniele Giuliani in Melrose Place, Emily Owens, M.D., Jane the Virgin, Stalker
- Alessandro Rigotti in CSI: NY, Swingtown, New Amsterdam
- Fabrizio De Flaviis in Grey's Anatomy, Tracker
- Federico Di Pofi in Un cane per due, Un buon proposito
- Daniele Raffaeli in Magnum P.I., Un Natale in bianco e nero
- Roberto Gammino in 4 amiche e un paio di jeans
- Gabriele Trentalance in Greek - La confraternita
- Diego Baldoin in Un amore di collega
- Emiliano Coltorti in The Mentalist
- David Chevalier in The Closer
- Paolo De Santis in Intelligence
- Nanni Baldini in Medium
- Gianfranco Miranda in Castle
- Massimo Aresu in J. Edgar
- Riccardo Scarafoni in Unreal
- Davide Albano in Chicago Med
- Andrea Lavagnino ne La scelta di Jessica
- Stefano Macchi in Timeless
- Francesco Bulckaen in Lucifer
- Luca Mannocci in The Equalizer